# 배상하 (1906년)
배상하(裵相河, 일본식 이름: 星野相河호시노 소카, 1906년 ~ ?)는 일제강점기의 철학자 겸 정치 이론가, 대학 교수로, 본적은 경상북도 성주군이다. 본관은 성산(星山)이다.

## 생애
1929년 경성제국대학 철학과를 졸업했으며, 1931년 전후에 이화여자전문학교 교수를 역임했다. 1935년 경성약학전문학교 교수(독일어, 라틴어, 영어 담당)와 철학연구회 회원을 역임했고, 1936년 8월 민우회(民友會) 이사를 역임했다.
1940년 친일단체 녹기연맹이 주최한 《기원 2600년 기념 조국(肇國)의 정신과 조선의 장래 논문 현상공모》에서 조선총독상을 수상했고, 1941년부터 1944년까지 녹기일본문화연구소(綠旗日本文化硏究所)의 연구원과 간사를 역임했다. 녹기연맹의 기관지인 《녹기》, 《신시대》 등 각종 잡지에 기고한 글을 통해 내선일체와 황국신민화, 팔굉일우의 실현, 일본어 상용을 주장하는 한편, 녹기연맹 주최로 열린 좌담회에도 참석하여 이와 같은 주장을 펼쳤다. 1945년 6월 8일 조선언론보국회 평의원을 역임했다.
민족문제연구소의 친일인명사전 수록자 명단의 친일단체 부문, 친일반민족행위진상규명위원회가 발표한 친일반민족행위 705인 명단에 포함되었다.

## 참고자료
- 친일반민족행위진상규명위원회 (2009). 〈배상하〉. 《친일반민족행위진상규명 보고서 Ⅳ-7》. 서울. 715~736쪽.